# بيرني فاغان
بيرني فاغان (بالإنجليزية: Bernie Fagan)‏ (29 يناير 1949 بسندرلاند في المملكة المتحدة - ) هو لاعب كرة قدم بريطاني في مركز الدفاع. لعب مع نادي نورثامبتون تاون وبورتلاند تيمبرز ولوس أنجلوس أزتكس ونادي سكاربورو وكولورادو كاريبوز ‏ وديترويت لايتنينغ ‏ ولوس أنجلوس سكايهوكس ‏ وساوثرن كاليفورنيا لايزرز ‏ وسياتل ساوندرز.

## وصلات خارجية
- بيرني فاغان على موقع قاعدة بيانات كرة القدم.إي يو (الإنجليزية)